# Балкански хип-хоп студии
Балкански хип-хоп студии (БХХС) / Balkan Hip Hop Studies (BHHS)  (срп.  Балканске хип-хоп студије) је међународни научни часопис о хип-хоп и урбаној култури основан 2023. године у Скопљу, Македонија и излази два пута годишње.
Иницијатор часописа је организација Хип-хоп Македонија са главним уредником Славчо Ковилоски. Остали уредници су: Александар Ковилоски, Јулијана Папазова и Елена Пренџова. Међународну редакцију чине професори са универзитета у Љубљани, Сарајеву, Софији, Братислави, Ријеци и Крагујевцу, као и из Универзитет „Св. Ћирила и Методија“ у Скопљу. Часопис излази на македонском, енглеском и неким од словенских језика. Часопис излази у штампаној и онлајн верзији са идентификационим бројевима: ISSN 2955-2192 за штампану верзију и ISSN 2955-2206 за веб верзију. Часопис је први научни балкански часопис о хип-хоп-у и урбаној култури.

## Циљеви и задаци
Часопис објављује прилоге који се могу односити на музику, културологију, лингвистику, књижевност, уметност, плес, историју, социолингвистику, социологију, филозофију, сценску уметност, педагогију итд. Укључивање свих ових научних области је да би се хип-хоп, слем, афроамеричка и урбана култура представиле са различитих аспеката и гледишта.
Теме су следеће: хип-хоп као субкултура и популарна култура, хип-хоп лирика, језик хип-хопа, сленг/жаргон у свакодневној комуникацији, сленг/жаргон у књижевности, слем поетика, слем као књижевност/перформативни жанр, симболи у урбаној култури, графити као уметнички или политички слогани, мода и дизајн, битбокс, уметност пуштања плоча (ДЈ), хип-хоп плесови, хип-хоп као музички правац, савремена/урбана музичка дешавања/трендови, афроамеричка култура, идентитет и урбана култура.